# Hoạt động cách mạng của V.I. Lenin
Nhà cách mạng và chính khách cộng sản người Nga Vladimir Ilyich Lenin khởi sự các hoạt động cách mạng của mình từ năm 1892 cho tới thắng lợi cuối cùng của Cách mạng Nga vào năm 1917. Tiếp nối những năm tháng kỳ thủy làm quen với các tư tưởng chống đối chế độ Sa hoàng của Đế quốc Nga và sau đó là giác ngộ chủ nghĩa Marx, Lenin chuyển tới Sankt-Peterburg sinh sống và hành nghề luật sư. Tại đây, ông gia nhập một tổ cách mạng, ra sức tuyên truyền chủ nghĩa Marx bên trong phong trào xã hội chủ nghĩa. Ông sau đó sang Tây Âu để thiết lập liên kết với những nhóm người Nga đào vong có tư tưởng cách mạng, đồng thời tìm hiểu thêm về phong trào Marxist quốc tế. Ít lâu sau khi về Nga, ông bị bắt giữ vì tội danh xúi giục nổi loạn, rồi bị phát lưu đi Shushenskoye thuộc miền Đông Siberia trong vòng ba năm. Trong khoảng thời gian an trí, ông viết và dịch sách, kết hôn với nữ đồng chí Nadezhda Krupskaya vào tháng 7 năm 1898.
Sau khi án lưu đày mãn hạn, vào năm 1900, Lenin sang Tây Âu và gia nhập ban biên tập Iskra, tờ báo Marxist của Đảng Lao động Dân chủ Xã hội Nga (RSDRP). Trụ sở của Iskra được di dời từ München tới London và rốt cuộc tới Geneva. Tại Đại hội II RSDRP ở London 1903, Lenin và những người ủng hộ ông (phái Bolshevik) tách rẽ với Yuli Martov và những người ủng hộ ông (phái Menshevik); sở dĩ bởi vì Lenin muốn tập trung quyền lực vào Trung ương Đảng trong khi Martov ủng hộ sự tự do tư tưởng của từng đảng viên. Lenin quay lại Nga với sự thành công của Cách mạng 1905, nhưng lại nhanh chóng phải rời đi vì ngay sau đó chính quyền Sa hoàng đã mạnh tay đàn áp những người làm cách mạng và bất đồng chính kiến.
Lưu lạc ở Paris và Kraków, Lenin tập trung giải quyết các vấn đề nội bộ của phong trào Marxist, phản bác các ý tưởng của Menshevik và Alexander Bogdanov. Thời Thế chiến I, ông chuyển tới Thụy Sĩ, nơi ông kêu gọi những người xã hội chủ nghĩa tìm cách biến chuyển "chiến tranh đế quốc" thành cuộc "nội chiến" toàn châu lục, tạo điều kiện cho giai cấp vô sản lật đổ giai cấp tư sản. Ông kết tinh luận điểm của mình trong cuốn Chủ nghĩa đế quốc, giai đoạn tột cùng của chủ nghĩa tư bản, đồng thời tái diễn giải chủ nghĩa Marx dựa trên cơ sở triết học duy tâm của Hegel. Khi Cách mạng Tháng Hai 1917 truất ngôi Sa hoàng và dựng lên Chính phủ Lâm thời Nga, Lenin trở về Sankt-Peterburg, bấy giờ có tên là Petrograd. Tại đây, ông đã dẫn dắt phái Bolshevik và các xô viết giành lấy chính quyền và chuẩn bị cho một cuộc cách mạng vô sản toàn cầu.

## 1893–1895: Sankt-Peterburg và các chuyến du khảo ngoại quốc
Mùa thu năm 1893, Lenin tới Sankt-Peterburg. Tại đây, ông thuê một căn hộ trên đường Sergievsky thuộc quận Liteiny, trước khi chuyển sang sống ở số nhà 7 trong hẻm Kazachy, gần Quảng trường Sennaya. Được thuê làm trợ lý luật sư, ông tranh thủ thời gian rảnh rỗi tham gia tổ cách mạng do S.I. Radchenko điều hành với thành phần chủ yếu là sinh viên tới từ Viện Công nghệ Sankt-Peterburg. Giống Lenin, họ đều là những người Marxist, tự xưng là "những nhà Dân chủ Xã hội" theo tên Đảng Dân chủ Xã hội Marxist ở Đức lúc bấy giờ. Ấn tượng trước hiểu biết sâu rộng của Lenin, ông được họ hoan nghênh và chẳng bao lâu đã leo lên vị trí cao cấp trong nội bộ tổ. Vận dụng thành thạo chủ nghĩa Marx, ông tự tin tranh biện với nhà lý luận Marxist Vasily Vorontsov tại một cuộc họp bí mật vào tháng 1 năm 1894, sự kiện mà đã thu hút sự chú ý của cảnh sát. Với ý định truyền bá chủ nghĩa Marx ở Nga, Lenin bắt liên lạc với Petr Struve, một cảm tình viên Marxist giàu có, với hy vọng được đài thọ xuất bản sách báo khuyến khích sự thành lập của các tổ cách mạng bên trong các trung tâm công nghiệp trong Đế quốc Nga.

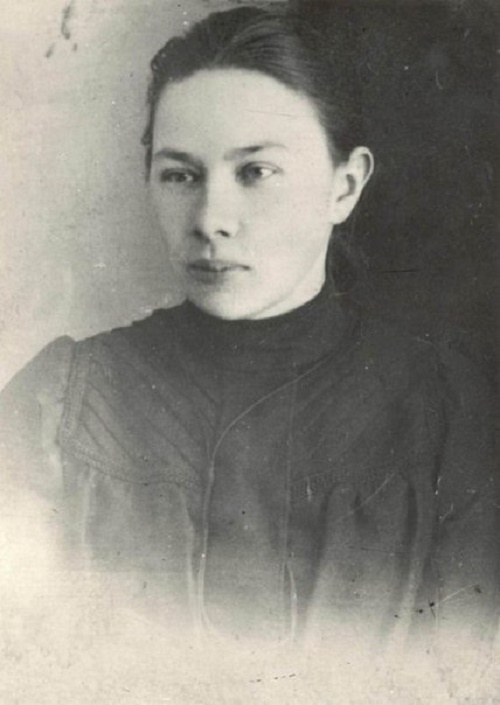
Tình nhân của Lenin, bà Nadezhda Krupskaya